# Ярлыкапов, Ахмет Аминович
Ахме́т Ами́нович Ярлыка́пов (род. 19 марта 1970, с. Терекли-Мектеб, Ногайский район, Дагестанская АССР, РСФСР, СССР) — российский исламовед, антрополог религии, этнолог, кавказовед. Кандидат исторических наук. Один из авторов «Большой Российской энциклопедии», «Энциклопедии для детей», энциклопедического словаря «Ислам на территории бывшей Российской империи» и словаря «Религии и народы современной России». Ведущий научный сотрудник Института международных исследований МГИМО МИД России.

## Биография
Родился 19 марта 1970 года в селе Терекли-Мектеб Ногайского района Дагестанской АССР в семье педагогов.
После окончания Терекли-Мектебской средней школы проходил службу в армии.
В 1995 году с отличием окончил исторический факультет Ростовского государственного университета. Затем учился в аспирантуре Отдела этнографии Средней Азии и Казахстана Института этнологии и антропологии имени Н. Н. Миклухо-Маклая РАН, где в 1999 году под научным руководством В. Н. Басилова защитил диссертацию на соискание учёной степени кандидата исторических наук по теме «Ислам у степных ногайцев в XX веке (Историко-этнографическое исследование)».
С 1999 по апрель 2000 года — ответственный секретарь духовно-просветительского журнала «Мусульмане».
В 1999—2014 годах — старший научный сотрудник Института этнологии и антропологии имени Н. Н. Миклухо-Маклая РАН.
С сентября 2000 года по сентябрь 2012 года работал старшим преподавателем и доцентом в Учебно-научном центре изучения религий Российского государственного гуманитарного университета (УНЦ ИР РГГУ).
В 2009—2012 годах — исполнительный директор Ассоциации этнографов и антропологов России.
С 1 сентября 2014 года — старший научный сотрудник, ведущий научный сотрудник Института международных исследований МГИМО МИД России.
Область научных интересов: этнография (этнология и антропология), религиоведение, исламоведение, современные этнополитические и этноконфессиональные процессы, население Северного Кавказа и Дагестана.
Владеет английским, немецким и турецким языками.

## Научные труды

### Монографии
- Ярлыкапов А. А. Проблема ваххабизма на Северном Кавказе / Исследования по прикладной и неотложной этнологии. № 134. — М.: ИЭА РАН, 2000.
- Ярлыкапов А. А., Бабич И. Л. Исламское возрождение в современной Кабардино-Балкарии: перспективы и последствия. — М.: РГБ, 2003. — 144 с.
- Бабич И. Л., Бобровников В. О., Соловьёва Л. Т., Ярлыкапов А. А. Ислам и право в России: Правовой статус ислама на Северном Кавказе. Вып. 3 / Сост. И. Л. Бабич. — М.: Изд-во РУДН, 2004. — 189 с.
- Ярлыкапов А. А. Ислам у степных ногайцев Архивная копия от 5 марта 2019 на Wayback Machine. — М.: ИЭА РАН, 2008. — 266 с.

### Статьи
на русском языке
- Ярлыкапов А. А. Куманы и кыпчаки (в эпической поэме «Сорок ногайских богатырей») // Древний мир и средние века (тезисы докладов), апрель 1993 г. — Ростов н/Д: Кафедра истории древнего мира и средних веков РГУ, 1993. — С. 39—41.
- Ярлыкапов А. А. Славный сын города Азова // Очерки истории Азова. Выпуск 2. Азов: Азовский краеведческий музей, 1994. — С. 19—21.
- Ярлыкапов А. А. «Плохие» и «хорошие» мусульмане: ислам в Ногайской степи // Этническая психология и общество. Материалы I-ой конференции секции этнической психологии при Российском Психологическом Обществе. Институт этнологии и антропологии РАН. 23-24 октября 1997 г., Москва. — М.: Старый сад, 1997. — С. 190—196.
- Ярлыкапов А. А. Из истории изучения ногайской топонимии // Ономастика Поволжья. Тезисы докладов VIII международной конференции. Волгоград, 8-11 сентября 1998 г. Волгоград, 1998. — С. 36.
- Ярлыкапов А. А. Религия и этнос в Ногайской степи // Этническая история тюркских народов Сибири и сопредельных территорий / Отв. ред. А. Г. Селезнёв, Н. А. Томилов. Омск, 1998.
- Ярлыкапов А. А. Традиционная хозяйственная культура ногайцев: обряд вызывания дождя // Научная мысль Кавказа. 1998. № 1. — С. 43—48 (тот же текст: Обряд вызывания дождя у ногайцев // Ислам и народная культура. М., 1998. — С. 172—182.)
- Ярлыкапов А. А. Этнические стереотипы в исламе: «плохие» и «хорошие» мусульмане в Ногайской степи // Этнические стереотипы в меняющемся мире. — М., 1998. — С. 58—67.
- Ярлыкапов А. А. Этноконфессиональная ситуация в Ногайской степи // Известия высших учебных заведений. Северо-Кавказский регион. Общественные науки. — 1998. — № 2. — С. 68—71.
- Ярлыкапов А. А. Проблема ваххабизма на Северном Кавказе // Каспійсько-Чорноморський регіон: умови та перспективи розвитку. Матеріали міжнародної конференції. Київ, 26-28 червня 1998. Київ, 1998. — С. 259—268.
- Ярлыкапов А. А. Ногайская степь: этнос и религия сегодня // Этнографическое обозрение. — 1998. — № 3. — С. 89—98.
- Ярлыкапов А. А. Аполлон Александрович Скальковский о болгарской топонимике Новороссии ногайского происхождения // Україна i Болгарія: віхи iсторичної дружби (матеріали міжнародної конференції, присвяченої 120-річчю визволення Болгарії від османського iга). Одеса, 29-31 жовтня 1998 року. Одеса, 1999. — С. 168—172.
- Ярлыкапов А. А. В. Н. Басилов как научный руководитель // «Избранники духов» — «Избравшие духов»: Традиционное шаманство и неошаманизм. Памяти В. Н. Басилова (1937-1998) / Этнологические исследования по шаманству и иным традиционным верованиям и практикам. — М.: ИЭА РАН, 1999. — Т. 4. — С. 22—24.
- Ярлыкапов А. А. Изменения в системе питания степных ногайцев в XX в. // III Конгресс этнографов и антропологов России. 8-11 июня 1999 г. Тезисы докладов. М., 1999. — С. 247.
- Ярлыкапов А. А. Феномен йинли молла в духовной культуре ногайцев // «Избранники духов» — «Избравшие духов»: Традиционное шаманство и неошаманизм. Памяти В. Н. Басилова (1937—1998) / Этнологические исследования по шаманству и иным традиционным верованиям и практикам. Т.4. М.: ИЭА РАН, 1999. — С. 277—286.
- Ярлыкапов А. А. Исламский фундаментализм на Северном Кавказе: к постановке проблемы // Бюллетень Центра социальных и гуманитарных исследований Владикавказского института управления и Владикавказского центра этнополитических исследований Института этнологии и антропологии РАН. № 3. Владикавказ, 1999. — С. 5—19.
- Ярлыкапов А. А. «Миры» ногайских шаманов: опыт реконструкции // Материалы международного конгресса «Шаманизм и иные традиционные верования и практики», посвященного памяти А. В. Анохина, Н. П. Дыренковой, С. М. Широкогорова. Москва, Россия. 7-12 июня 1999 г. М., 1999. С. 357—359.
- Ярлыкапов А. А. Национальное и религиозное в Ногайской степи // Конфликт — диалог — сотрудничество. Бюллетень. № 1 (сентябрь — ноябрь). Этнополитическая ситуация на Северном Кавказе. М., 1999. — С. 59—64.
- Ярлыкапов А. А. Кредо ваххабита Архивная копия от 27 октября 2017 на Wayback Machine // Вестник Евразии. —2000. — № 3 (10). — С. 114—137
- Ярлыкапов А. А. Кредо ваххабита // Диа-Логос: Религия и общество. 2000—2001. — С. 228—249.
- Ярлыкапов А. А. Ваххабизм на Кавказе // Социально-политическая ситуация на Кавказе: история, современность, перспективы. — М., 2001. — С. 77-86;
- Ярлыкапов А. А. Ваххабизм на Кавказе // Угроза ислама или угроза исламу? (По итогам международной конференции). — М.: Арктогея-центр, 2001. — С. 135—145.
- Ярлыкапов А. А. Опыт полевых исследований ислама на Северо-Западном Кавказе // Этнографическое обозрение. — 2001. — № 3. — С. 132—135.
- Ярлыкапов А. А. Похоронно-поминальный обряд степных ногайцев в прошлом и настоящем (XIX — 80-е годы XX в.) // Среднеазиатский этнографический сборник. Вып. IV. Памяти В. Н. Басилова. М., 2001. — С. 182—197.
- Ярлыкапов А. А. Радикализм и экстремизм в мусульманской среде на Северном Кавказе (взгляд этнографа) // Терроризм и политический экстремизм: вызовы и поиски адекватных ответов. М., 2002. С. 131—139.
- Ярлыкапов А. А. Религиозные верования // Народы Дагестана. М.: Наука, 2002. С. 66—76.
- Ярлыкапов А. А. Ислам и община у степных ногайцев в XX веке // Сельская община Дагестана и Северного Кавказа (Материалы региональной научной конференции). Махачкала, 2003. С. 115—117.
- Ярлыкапов А. А. Северный Кавказ: проблема диалога в исламской общине // Межкультурный диалог: Лекции по проблемам межэтнического и межконфессионального взаимодействия. — М.: Изд-во РУДН, 2003. — С. 345—352.
- Ярлыкапов А. А. Исламское образование на Северном Кавказе в прошлом и настоящем // Вестник Евразии. — 2003. — № 2 (21). — С. 5—31.
- Ярлыкапов А. А. Проблемы возрождения исламского образования на Северном Кавказе Архивная копия от 28 августа 2017 на Wayback Machine // Центральная Азия и Кавказ. 2003. № 1 (25). С.189-195. (тот же текст на английском языке: Revival of Islamic Education in the Northern Caucasus // Central Asia and the Caucasus. 2003. № 1 (19). pp. 164—169.)
- Бабич И. Л., Ярлыкапов А. А. Кабардино-Балкария: тенденции развития и проблемы современного исламского движения Архивная копия от 28 августа 2017 на Wayback Machine // Центральная Азия и Кавказ. 2003. № 4 (28). С. 189—200. (тот же текст на английском языке: Islamic Movement in Kabardino-Balkaria: Trends and Problems // Central Asia and the Caucasus. 2003. № 4 (22). pp. 162—172.)
- Ярлыкапов А. А. Исламское образование в Дагестане: современные проблемы // Бюллетень Владикавказского института управления. 2004. № 11-12. С. 34—43.
- Ярлыкапов А. А. Мазхабы (религиозно-правовые толки) и этническая идентификация мусульман: пример Ногайской степи // Ислам и право в России: Материалы научно-практического семинара «Мусульманское право в мире и России (Северный Кавказ, Поволжье)». Вып. 2. М.: РУДН, 2004. С. 103—113.
- Ярлыкапов А. А. Нарушения прав верующих-мусульман на территории Ставропольского края // Ислам и право в России: Материалы научно-практического семинара «Проблемы реализации законодательства о свободе совести и религиозных объединениях в отношении российских мусульман (Северный Кавказ, Поволжье)». Вып. 1. М.: РУДН, 2004. С. 120—127.
- Ярлыкапов А. А. Шиджиут — «чистые евреи»? О происхождении одного из ногайских племен и его этнонима // Ономастика Поволжья. Материалы IX Международной конференции по ономастике Поволжья. М., 2004. С. 165—168.
- Ярлыкапов А. А. Исламское образование в Дагестане: современные проблемы и пути их решения // Светско-религиозное взаимодействие в изменяющейся России: Материалы Всероссийской научной конференции 6-7 октября 2004 г. / Под ред. Л. Я. Дятченко, С. Д. Лебедева. — Белгород: Изд-во БелГУ, 2005. — С. 272—277. — 310 с.
- Ярлыкапов А. А. Культ Эмире и празднование навруза у ногайцев // VI Международная конференция «Исторические источники Евроазиатских и Северо-Африканских цивилизаций». М., 2005. С. 178—179.
- Ярлыкапов А. А. Миграция ногайцев на Север: постановка проблемы // Диаспоры. — 2005. — № 4. — С. 220—228.
- Ярлыкапов А. А. Мусульмане Адыгеи: опыт этнографического исследования // Религиоведение. № 1. 2005. — С. 23—37.
- Ярлыкапов А. А. Кабардино-Балкария: ваххабизм и исламские общины // VI Конгресс этнографов и антропологов России, Санкт-Петербург, 28 июня — 2 июля 2005 г.: Тезисы докладов / Отв. ред. Ю. К. Чистов. СПб.: МАЭ РАН, 2005. — С. 366.
- Ярлыкапов А. А. Ногайский алфавит: кириллица выдержала экзамен // Этнографическое обозрение. — 2005. — № 6. — С. 48.
- Ярлыкапов А. А. Проблемы взаимоотношений государства и исламских организаций на Северо-Западном Кавказе // Россия и современный мир: проблемы политического развития. Материалы 1 межвузовской научной конференции. Москва, 14-15 апреля 2005 г. — М.: Институт бизнеса и политики, 2005. — С. 195—201.
- Ярлыкапов А. А. Дух йин у ногайцев // Ономастика Поволжья. Материалы X Международной конференции. Уфа, 12-14 сентября 2006 года. Уфа, 2006. — С. 113—115.
- Ярлыкапов А. А. Ислам у ногайцев: проникновение и развитие (до начала XX века) // Научные труды Института бизнеса и политики. Вып. 1. Восток: история, политика, культура. — М., 2006. — С. 51—73.
- Ярлыкапов А. А. Исламские общины Северного Кавказа: идеология и практика // Азия и Африка сегодня. — 2006. — № 1. — С. 44—49.
- Ярлыкапов А. А. Мусульманские культуры в орбите ногайского субрегионального пространства Северного Кавказа // Ислам в современном мире: внутригосударственный и международно-политический аспекты. — 2006. — № 1 (3).
- Ярлыкапов А. А. «Народный ислам» и мусульманская молодёжь Центрального и Северо-Западного Кавказа // Этнографическое обозрение. 2006. — № 2. — С. 59—74.
- Ярлыкапов А. А. Новое исламское движение на Северном Кавказе: взгляд этнографа // Расы и народы: современные этнические и расовые проблемы. Вып. 31. 2005. — М.: Наука, 2006. — С. 205—229.
- Ярлыкапов А. А. Глава «Ислам» // Религии мира: история, культура, вероучение. / Под ред. А. О. Чубарьяна и Г. М. Бонгард-Левина. — М., 2006. — С. 329—373.
- Ярлыкапов А. А. Религиозная ситуация // Российский Кавказ. Книга для политиков. Под ред. В. А. Тишкова. — М., 2007. — С. 241, 254—284.
- Ярлыкапов А. А., Абашин С. Н., Бобровников В. О. Предисловие к номеру: проект «Адаптация российских мусульман к вызовам современности» // Вестник Евразии. 2007. № 3 (37). С. 5—7.
- Ярлыкапов А. А. Проблема сепаратизма и исламского экстремизма в этнических республиках Северного Кавказа // Институт религии и политики (русский текст статьи, опубликованной по-английски в «Russian Analitical Digest» (Bremen, Germany), № 22, 5 June 2007.)
- Ярлыкапов А. А. Дагестанцы в Астраханской области // Вестник Евразии. 2007. № 3 (37). С. 107—114.
- Ярлыкапов А. А. Ногайцы // Живописная Россия. — 2007. — № 3.
- Ярлыкапов А. А., Блашкевич А. А. Проблема укрупнения регионов на Северном Кавказе // Вестник Евразии. 2007. № 3 (37). С. 181—201.
- Ярлыкапов А. А. Современные проблемы исламского образования на Северном Кавказе // Ислам в России: Взгляд из регионов Архивная копия от 15 декабря 2017 на Wayback Machine / науч. ред. А. В. Малашенко. — М.: Аспект Пресс, 2007. — С. 103—122 — 158 c. ISBN 978-5-7567-0472-3
- Ярлыкапов А. А. Этнографические исследования ислама на Северном Кавказе: вопросы методологии // Материалы Международной научной конференции «Новейшие археологические и этнографические исследования на Кавказе». Махачкала, 2007.
- Ярлыкапов А. А. Дагестан на пути административно-территориальной реформы: риски и свершения // Северный Кавказ в национальной стратегии России / Под ред. В. А. Тишкова. — М.: ФГНУ «Росинформагротех», 2008. — С. 187—194.
- Ярлыкапов А. А., Сирина А. А., Функ Д. А. Предисловие: антропология добывающей промышленности // Этнографическое обозрение. — 2008. — № 3. — С. 3—4.
- Ярлыкапов А. А. Нефть и миграция ногайцев на Север // Этнографическое обозрение. — № 3. — 2008. — С. 78—81
- Ярлыкапов А. А. Исламское возрождение в Кабардино-Балкарии: проблемы и тенденции // Ислам в Европе и в России. — М.: Изд. дом Марджани, 2009. — С. 200—214.
- Ярлыкапов А. А. Россия — с исламом, ислам — с Россией // Мировая экономика и международные отношения. — 2009. — № 2. — С. 112—115.
- Ярлыкапов А. А. Кавказцы в центральных регионах России // Новые этнические группы в России. Пути гражданской интеграции. / Под ред. В. В. Степанова, В. А. Тишкова; РАН. Ин-т этнологии и антропологии им. Н. Н. Миклухо-Маклая, 2009. — С. 89—98. — 432 с. ISBN 978-5-4211-0015-7
- Ярлыкапов А. А. Северокавказские молодёжные джамааты // Новые этнические группы в России. Пути гражданской интеграции / Под ред. В. В. Степанова, В. А. Тишкова; РАН. Ин-т этнологии и антропологии им. Н. Н. Миклухо-Маклая. — М.: ИЭА РАН, 2009. — С. 346—350. — 432 с. ISBN 978-5-4211-0015-7
- Ярлыкапов А. А. Роль ислама в формировании экономического сознания и поведения мусульман // Культура и экономическое поведение: сборник научных статей / Под. ред. Н. М. Лебедевой, А. Н. Татарко. — М.: МАКС Пресс, 2011. — С. 330—346. — 544 с. ISBN 978-5-317-03585-3
- Ярлыкапов А. А. Исламский фактор в формировании экономического сознания и поведения мусульман // Гуманитарные чтения РГГУ — 2011 Теория и методология гуманитарного знания. Общественные функции гуманитарных наук. Россиеведение. Гуманитарное знание и образование: сборник материалов. Российский государственный гуманитарный университет; отв. ред. Е. И. Пивовар; сост.: В. С. Дубина, М. А. Гордеева, Л. Г. Жукова, А. М. Перлов. — М.: РГГУ, 2012. — С. 185—198.
- Ярлыкапов А. А. Ислам и конфликт на Кавказе: направления, течения, религиозно-политические взгляды // Этничность и религия в современных конфликтах Архивная копия от 6 сентября 2017 на Wayback Machine / отв. ред. В. А. Тишков, В. А. Шнирельман; Ин-т этнологии и антропологии им. Н. Н. Миклухо-Маклая РАН. — М.: Наука, 2012. — С. 607—629. — 651 с. ISBN 978-5-02-038025-7
- Ярлыкапов А. А. Вместо послесловия // Казенин К. Элементы Кавказа. Земля, власть и идеология в северокавказских республиках. Архивная копия от 28 августа 2017 на Wayback Machine — М.: Издательский дом «Регнум», 2012. — С. 169—175.
- Ярлыкапов А. А. Этноконфессиональная ситуация в Ногайской степи // Известия высших учебных заведений. Северо-Кавказский регион. Серия: Общественные науки. 2012. № 2. С. 69.
- Ярлыкапов А. А. Ислам и конфликт на современном Северном Кавказе Архивная копия от 28 августа 2017 на Wayback Machine // Кавказ и глобализация. 2012. Т. 6. № 3. С. 115—128. (копия Архивная копия от 28 августа 2017 на Wayback Machine)
- Ярлыкапов А. А. Современный Дагестан: актуальные этнополитические и этноконфессиональные проблемы Архивная копия от 28 августа 2017 на Wayback Machine // Социодинамика. — 2012. — № 3. — С. 130—153. DOI: 10.7256/2306-0158.2012.3.257
- Ярлыкапов А. А. Меньшинство внутри меньшинства: ногайский язык в Дагестане и Карачаево-Черкесии // Языки меньшинств: юридический статус и повседневные практики. Российско-французский диалог/ [Филиппова Елена]; Ин-т этнологии и антропологии РАН; отв. ред. и пер с фр. — Елена Филиппова. — М.: Росинформагротех, 2013. — С. 89—97. — 200 с. ISBN 978-5-4211-0091-1
- Ярлыкапов А. А. «Исламский фактор» в современной Абхазии // Этнические и конфессиональные исследования. Сборник научных статей / И. М. Сампиев (ответственный ред-р); — Назрань: ООО «КЕП», 2013. С. 40—48.
- Ярлыкапов А. А. Процессы (ре)исламизации в крупных городах России X конгресс этнографов и антропологов России // Тезисы докладов. Отв. ред. М. Ю. Мартынова, Л. А. Лопуленко, Н. А. Белова. — М.: Институт этнологии и антропологии имени Н. Н. Миклухо-Маклая РАН, 2013. — С. 289.
- Ярлыкапов А. А. Полиэтничный Дагестан: единство в многообразии // Политика и общество. — 2013. — № 5 (101). — С. 568—574.
- Ярлыкапов А. А., Бобровников В. О. Реституция шариата на российском Кавказе: проблемы и перспективы // Pax Islamica. — 2013. — № 2 (11). С. 61—92.
- Ярлыкапов А. А. Ислам на Кавказе и его влияние на конфликтность в регионе и России // Сравнительная политика. 2013. Т. 4. № 3 (13). С. 133—152.
- Ярлыкапов А. А. Ислам на Кавказе и его влияние на конфликты в России // Русская литература и искусство. 2013. № 4. С. 28—37. (на китайском языке — Gaojiasuo de yisilanjiao jiqi dui eluosi diqu chongtu de yingxiang // Eluosi wen yi. 2013, 4. 28—37.)
- Ярлыкапов А. А. Адат, Шариат и российское право на современном Северном Кавказе: состояние и перспективы // Ислам в мультикультурном мире: Мусульманские движения и механизмы воспроизводства идеологии ислама в современном информационном пространстве: сборник статей Архивная копия от 31 октября 2017 на Wayback Machine / Отв. ред. Д. В. Брилёв. — Казанский университет, 2014. — С. 367—377. ISBN 978-5-00-019181-1
- Ярлыкапов А. А. Трансформация доисламских верований ногайцев ногайской степи в советский период Архивная копия от 24 мая 2017 на Wayback Machine // Ногайцы: XXI век. История. Язык. Культура. От истоков — к грядущему.— Черкесск, 2014. — С. 161—170. — 480 с. ISBN 978-5-8307-0298-0
- Ярлыкапов А. А. Российский Север в судьбах ногайцев: постановка проблемы // Этнокультурные ландшафты на постсоветском пространстве: проблемы и особенности формирования дагестанского компонента (к 90-летию ИИАЭ ДНЦ РАН). Коллективная монография. коллектив авторов ИИАЭ ДНЦ РАН. Махачкала, 2014. С. 127—137.
- Ярлыкапов А. А. Исламское образование на Северном Кавказе // Исламоведение. 2014. № 1. С. 104—106.
- Ярлыкапов А. А. ИГ («Исламское государство») и безопасность России // Феномен экстремизма, терроризма и ксенофобии на Северном Кавказе: факторы генезиса, пути и способы противодействия Всероссийская научно-практическая конференция. Министерство по делам молодежи Республики Дагестан. — Махачкала: Алеф, 2015. — С. 47—52.
- Ярлыкапов А. А. «Исламское государство» (ИГ): вызовы для Юга России // Религия и политика на Юге России: аспекты взаимодействия. — М.: Научное общество кавказоведов 2015. — С. 78—97.
- Ярлыкапов А. А. «Город» Терекли: проект и реалии // Периферийный город и горожанин в пространственно-временной ретроспективе: особенности национальной идентичности Материалы Всероссийской научно-практической конференции. Министерство образования и науки РФ; ФГАОУ ВО «Южный федеральный университет», Институт истории и международных отношений; Российский гуманитарный научный фонд. Ростов-н/Д: ЮФУ, 2016. — С. 257—258.
- Ярлыкапов А. А. Исламская мозаика на Северном Кавказе: вызовы для государственно-конфессиональных отношений // Этнополитическая ситуация в России и сопредельных государствах в 2014 году Ежегодный доклад Сети этнологического мониторинга и раннего предупреждения конфликтов в 2-х томах. Архивная копия от 28 августа 2017 на Wayback Machine Т. 1. / Под ред. В. А. Тишкова, В. В. Степанова. — 2-е изд., испр. и доп. — М.: ИЭА РАН, 2016. — С. 18—24. — 370 с.
- Ярлыкапов А. А. «Исламское государство» и Северный Кавказ в ближневосточной перспективе: вызовы и уроки для России // Международная аналитика. 2016. № 3 (17). С. 112—121.
- Ярлыкапов А. А. Российский ислам в контексте ситуации на Ближнем Востоке // Валдайские записки. № 48. 2016. С. 3—11
- Волхонский М. А., Муханов В. М., Ярлыкапов А. А. Дмитрий Юрьевич Арапов (1943—2015) // The New Past (Новое прошлое). — 2016. — № 1. — С. 279—282.
- Ярлыкапов А. А. Северный Кавказ: ислам и традиция // Позитивный опыт регулирования этносоциальных и этнокультурных процессов в регионах Российской Федерации Материалы Второй Всероссийской научно-практической конференции. 2016. С. 33—36.
- Вавилов А. И., Зинин Ю. Н., Казанцев А. А., Крылов А. В., Орлов А. А., Федорченко А. В., Чечевишников А. Л., Ярлыкапов А. А. «Исламское государство»: феномен, эволюция, перспективы (начало) // Россия и мусульманский мир. — 2016. — № 4 (286). — С. 132—260.
- Вавилов А. И., Зинин Ю. Н., Казанцев А. А., Крылов А. В., Орлов А. А., Федорченко А. В., Чечевишников А. Л., Ярлыкапов А. А. «Исламское государство»: феномен, эволюция, перспективы (окончание) // Россия и мусульманский мир. — 2016. — № 5 (287). — С. 120—156.
- Бобровников В. О., Панарин С. А., Скаков А. Ю., Ярлыкапов А. А. Владимир Александрович Кореняко // Этнографическое обозрение. — 2016. — № 6. — С. 182—184.
- Муханов В. М., Ярлыкапов А. А. О новом кавказоведческом семинаре // Ежегодник ИМИ. Международная политика в меняющемся мире. — М.: МГИМО-Университет, 2016. — Вып. 1 (15). — С. 115—116.
- Муханов В. М., Ярлыкапов А. А. О работе кавказоведческого семинара в первом полугодии 2016 г. // Международная аналитика. М.: МГИМО-Университет, 2016. Вып. 2 (16). — С. 139—141.
- Ярлыкапов А. А., Скоробогатая А. А. Кризис идентичности в молодёжной среде (на примере Республики Дагестан) // Евразийское обозрение — Eurasian Review. Нациестроительство и идентичности в Евразии Прага, 2014. С. 4—14.
- Внешняя политика России. 1991—2016: коллективная монография / Т. А. Шаклеина, А. Н. Панов, А. С. Булатов и др.; отв. ред. Е. М. Кожокин, А. Л. Чечевишников; под общ. ред. и с предисл. акад. А. В. Торкунова. — М.: МГИМО-Университет, 2017. — 538 с.

на других языках
- Yarlykapov A. A. Islamic fundamentalism in the Northern Caucasus: towards a formulation of the problem // Caucasian Regional Studies. 1999. Vol. 4. Issue 1.
- Yarlykapov A. A. Kuzey Kafkasya’da Köktendincilik ve Vahabilik Sorunu // Avrasya Dosyası, (Rusya özel), Winter 2001, Vol.6, № 4, pp. 202—219.
- Yarlykapov A. A., Babich I. I. Islamic Revival in Contemporary Kabardino-Balkaria: Outlooks and Consequences // Theoretical Perspectives. A journal of Social Sciences and Arts. Vol. 11, 2004. pp. 66-87.
- Yarlykapov A. A. Radicalism and Extremism of the Muslim Population of the North Caucasus: Ideology and Practice // Roots and Routes of Democracy and Extremism. A broad based dialogue on the development of democracy and extremism in countries with large Muslim populations. Yliopistopaino, 2006. pp. 172—184.
- Yarlykapov A. A. Dreams of an Ethnographer (An Attempt at Autoethnographic Analysis) // Anthropology & Archeology of Eurasia. Volume 46. 2007. Issue 2. pp. 34-41
- Yarlykapov A. A. Separatism and Islamic Extremism in the Ethnic Republics of the North Caucasus // Russian analytical digest. № 22, 5 June 2007. pp. 6-11.
- Yarlykapov A. A. The radicalization of North Caucasian Muslims // Russia and Islam. State, society and radicalism. Ed. by Roland Dannreuther[англ.] and Luke March. Routledge, 2010, pp. 137—154
- Yarlykapov A. A. «Folk Islam» and Muslim Youth of the Central and Northwest Caucasus // Religion and politics in Russia: a reader / edited by Marjorie Mandelstam Balzer. New York, London: M. E. Sharpe, 2010. pp. 109—129.
- Yarlykapov A. A., Shterin M. S.[англ.] Reconsidering Radicalisation and Terrorism: the New Muslims Movement in Kabardino-Balkaria and its Path to Violence // Religion, State and Society. 2011, vol.39, issue 2-3. pp. 303—325.
- Yarlykapov A. A., Sagramoso D. Caucasian Crescent: Russia’s Islamic Policies and its Responces to Radicalization. // The Fire Below. How the Caucasus Shaped Russia. Ed.: Robert Bruce Ware. Bloomsbury, 2013. pp. 51-94.
- Yarlykapov A. A., Shterin M. S.[англ.] Caliphate in the Minds and Practices of Young Muslims in the Northern Caucasus. // Demystifying the Caliphate: Historical Memory and Contemporary Context. Madawi al-Rasheed, Carool Kersten and Marat Shterin (editors). London, Hurst & Company, 2013. pp. 247—271.
- Rozanova M. S., Yarlykapov A. A. The Islamic Religion and Cultural Diversity in Contemporary Russia : Case Study of North Caucasus Region, Dagestan // OMNES:The Journal of Multicultural Societyю 2014. Vol.5 No.1, pp. 22-47
- Yarlykapov A. A. Islam in the North Caucasus — current trends // Islam in Caucasus —dialogue through research. Materials. Tbilisi, 2015. pp. 100—106.
- Yarlykapov A. A. La mobilisation tcherkesse dans la perspective de Sotchi et au-delà : le habzisme face au renouveau islamique. // CONNEXE. Les espaces postcommunistes en question(s). Dossier 2 / 2016. pp. 125—139.

### Рецензии
- Ярлыкапов А. А. Рецензия на книгу: Н. С. Бабаева. Древние верования горных таджиков Южного Таджикистана в похоронно-поминальной обрядности. Душанбе, 1993. 156 с. // Этнографическое обозрение. — 1996. — № 6. — С. 154—157.
- Ярлыкапов А. А. Рецензия на книгу: А. О. Булатов. Пережитки домонотеистических верований народов Дагестана в XIX — начале XX в. Махачкала, 1990. 266 с. // Этнографическое обозрение. — 1997. — № 3. — С. 179—181.
- Ярлыкапов А. А. Рецензия на книгу: Л. Ш. Арсланов. Татары Нижнего Поволжья и Ставрополья (Язык. Фольклор. Словарь). Набережные Челны, 1995. 192 с. // Этнографическое обозрение. — 1999. — № 3. — С. 153—155.

### Энциклопедии и словари
Большая Российская энциклопедия
- Ваххабиты : [арх. 27 ноября 2022] / Алаев Л. Б., Жантиев Д. Р., Ярлыкапов А. А. // Большой Кавказ — Великий канал. — М. : Большая российская энциклопедия, 2006. — С. 670. — (Большая российская энциклопедия : [в 35 т.] / гл. ред. Ю. С. Осипов ; 2004—2017, т. 4). — ISBN 5-85270-333-8.

Ислам на территории бывшей Российской империи. Энциклопедический словарь
- Ярлыкапов А. А., Бобровников В. О. «Ваххабиты» Северного Кавказа // Ислам на территории бывшей Российской империи. Энциклопедический словарь. Вып. 2 / Сост. и отв. ред. С. М. Прозоров. — М.: Издательская фирма «Восточная литература» РАН, 1999. — С. 19—23.
- Ярлыкапов А. А. Йинли молла // Ислам на территории бывшей Российской империи. Энциклопедический словарь. Вып. 4 / Сост. и отв. ред. С. М. Прозоров. — М.: Издательская фирма «Восточная литература» РАН, 2003. — С. 38—40. — 160 с. — ISBN 5-02-0181359-8.
- Ярлыкапов А. А. Дува ас // Ислам на территории бывшей Российской империи. Энциклопедический словарь. Вып. 5 / Сост. и отв. ред. С. М. Прозоров. — М.: Издательская фирма «Восточная литература» РАН, 2012. — С. 66—68. — 232 с.

Энциклопедия для детей
- Ярлыкапов А. А. Ваххабизм // Энциклопедия для детей. — М.: Аванта+, 2002. — Т. 21. Общество. Ч. 1. Экономика и политика. — С. 217—219.
- Ярлыкапов А. А. "Братья-мусульмане" // Энциклопедия для детей. — М.: Аванта+, 2002. — Т. 21. Общество. Ч. 1. Экономика и политика. — С. 220—221.
- Ярлыкапов А. А. Исламизм // Энциклопедия для детей. — М.: Аванта+, 2002. — Т. 21. Общество. Ч. 1. Экономика и политика. — С. 221—222.
- Ярлыкапов А. А. Причины популярности ваххабизма на Кавказе // Энциклопедия для детей. — М.: Аванта+, 2002. — Т. 21. Общество. Ч. 1. Экономика и политика. — С. 226—227.

### Другое
на русском языке
- Ярлыкапов А. А. Библиографический указатель научной литературы по ногайцам. Архивная копия от 13 ноября 2017 на Wayback Machine / Отв. ред. В. Н. Басилов. Махачкала, 1998.
- Религии мира. Атлас. 10-11 кл. М.: Дрофа, 2009. (подготовка карт: «Возникновение ислама», «Завоевания арабов в VII в. Арабский халифат», «Завоевания арабов в VIII—IX вв.», «Распад арабского халифата», «Османская империя в XV — начале XX в.», «Мусульманский мир в начале XXI в.».)
- Беглов А. Л., Саплина Е. В., Токарева Е. С., Ярлыкапов А. А. Основы мировых религиозных культур. 4-5 классы: учебное пособие для общеобразовательных учреждений. — М.: Просвещение, 2010. — 80 с. — 60 000 экз.
- Кулаков А. Е., Дымина Е. В., Теплова Е. Ф., Ярлыкапов А. А. Основы исламской культуры: книга для учителя. Методическое пособие / Научн. ред. Ю. А. Горячев. — М.: ГАОУ ВПО МИОО — Этносфера, 2013. — 110 с.
- Вавилов А. И., Зинин Ю. Н., Казанцев А. А., Крылов А. В., Орлов А. А., Федорченко А. В., Чечевишников А. Л., Ярлыкапов А. А. «Исламское государство»: феномен, эволюция, перспективы / Аналитические доклады ИМИ. Выпуск 1(45). — М.: МГИМО-Университет, 2016. — 45 с. — 500 экз. — ISBN 978-5-9228-1410-2.

на других языках
- Yarlykapov A. A. Dagestan: stable instability. Saferworld March 2012. 16 p.
- Yarlykapov A. A. Terrorism in the North Caucasus. Архивная копия от 28 августа 2017 на Wayback Machine DOC Research Institute. Expert Comment. March 23, 2017. — 17 p. (копия Архивная копия от 16 июля 2017 на Wayback Machine)